# Thường Nga 4
Thường Nga 4 (tiếng Trung: 嫦娥四号; bính âm: Cháng'é sìhào, Hán-Việt: Thường Nga tứ hiệu) là một tàu thám hiểm Mặt Trăng của Trung Quốc thực hiện hạ cánh mềm đầu tiên ở nửa không nhìn thấy được của Mặt Trăng vào ngày 3 tháng 1 năm 2019. Một vệ tinh chuyển tiếp liên lạc, Thước Kiều, lần đầu tiên được phóng lên quỹ đạo quầng sáng gần điểm Trái Đất-Mặt trăng L2 vào tháng 5 năm 2018. Tàu đổ bộ và xe tự hành mặt đất robot đã được phóng vào ngày 7 tháng 12 năm 2018. Nó đã đi vào quỹ đạo Mặt Trăng vào ngày 12 tháng 12 năm 2018. Tàu thám hiểm Mặt Trăng hạ cánh ở nửa không nhìn thấy được của Mặt Trăng vào ngày 3 tháng 1 năm 2019 lúc 10:26 sáng (2:26 sáng GMT). Nó trở thành chuyến tàu đầu tiên của loài người hạ cánh ở nửa không nhìn thấy được của Mặt Trăng.
Chuyến tàu thám hiểm này là phần tiếp theo của Thường Nga 3, cuộc đổ bộ đầu tiên của Trung Quốc lên Mặt trăng. Tàu vũ trụ ban đầu được chế tạo để dự phòng cho Thường Nga 3 trở nên khả dụng sau khi nó hạ cánh thành công. Cấu hình của Thường Nga 4 đã được điều chỉnh để đáp ứng các mục tiêu khoa học mới. Giống như những người tiền nhiệm của nó, tàu vũ trụ được đặt theo tên của Thường Nga hay Hằng Nga trong thần thoại Trung Quốc.

## Tổng quan
Chương trình thám hiểm Mặt Trăng của Trung Quốc được thiết kế để được thực hiện theo ba giai đoạn tiến bộ công nghệ: đầu tiên là đạt được quỹ đạo Mặt Trăng, một nhiệm vụ được hoàn thành bởi Thường Nga 1 vào năm 2007 và Thường Nga 2 vào năm 2010; chuyến thứ hai là hạ cánh chạy trên bề mặt Mặt Trăng, như Thường Nga 3 đã thực đi trên bề mặt Mặt Trăng năm 2013 và Thường Nga 4 đã làm như vậy vào tháng 1 năm 2019; chuyến thứ ba là thu thập các mẫu Mặt Trăng từ phía gần và gửi chúng đến Trái Đất, là nhiệm vụ của các chuyến Thường Nga 5 và Thường Nga 6 trong tương lai. Chương trình này nhằm tạo điều kiện cho một cuộc đổ bộ lên mặt trăng của phi hành đoàn vào những năm 2030 và có thể xây dựng một tiền đồn gần cực nam. Chương trình thăm dò Mặt Trăng Trung Quốc đã lần đầu tiên kết hợp đầu tư tư nhân từ các cá nhân và doanh nghiệp, một động thái nhằm thúc đẩy đổi mới hàng không vũ trụ, cắt giảm chi phí sản xuất và thúc đẩy các mối quan hệ dân sự.
Chuyến tàu vũ trụ Thường Nga 4 lần đầu tiên được lên kế hoạch phóng vào năm 2015 như là một phần của giai đoạn thứ hai của chương trình khám phá Mặt Trăng Trung Quốc.  Nhưng các mục tiêu và thiết kế được điều chỉnh của nhiệm vụ đã áp đặt sự chậm trễ, và cuối cùng đã phóng đi vào ngày 7 tháng 12 năm 2018, 18h23 UTC. Tàu vũ trụ đã đi vào quỹ đạo Mặt Trăng vào ngày 12 tháng 12 năm 2018, 08:45 UTC.Điểm cận Trăng đã giảm xuống 15 km (9,3 mi) vào ngày 30 tháng 12 năm 2018, 00:55 UTC. Cuộc đổ bộ diễn ra vào ngày 3 tháng 1 năm 2019 lúc 02:26 UTC, ngay sau khi mặt trời mọc trên miệng núi lửa Von Kármán.
Chuyến du hành này sẽ cố gắng xác định tuổi và thành phần của một khu vực chưa được khám phá của Mặt trăng, cũng như phát triển các công nghệ cần thiết cho các giai đoạn sau của chương trình.

## Địa điểm hạ cánh
Địa điểm hạ cánh ở trong một miệng núi lửa gọi là Von Kármán (đường kính 180 km (110 mi)) ở lưu vực Cực Nam-Aitken ở phía không thể nhìn thấy của Mặt Trăng mà trước đó chưa có tàu của loài người thám hiểm. Địa điểm này có giá trị biểu tượng cũng như khoa học. Theodore von Kármán là cố vấn tiến sĩ của Qian Xuesen, người sáng lập chương trình không gian Trung Quốc.
Tàu đổ bộ hạ xuống bề mặt này vào hồi 02:26 UTC ngày ngày 3 tháng 1 năm 2019, trở thành tàu vũ trụ đầu tiên hạ cánh ở mặt sau của Mặt trăng. Xe tự hành Thỏ Ngọc-2 đã được triển khai cuối ngày đó.